# Минамифурано
Минамифурано (яп. 南富良野町 Минамифурано-тё:) — посёлок в Японии, находящийся в уезде Сорати округа Камикава губернаторства Хоккайдо. Площадь посёлка составляет 665,52 км², население — 2677 человек (30 июня 2014), плотность населения — 4,02 чел./км².

## Географическое положение
Посёлок расположен на острове Хоккайдо в губернаторстве Хоккайдо. С ним граничат города Фурано, Юбари, Асибецу, посёлки Камифурано, Синтоку, Симидзу, Хидака и село Симукаппу.

## Население
Население посёлка составляет 2677 человек (30 июня 2014), а плотность — 4,02 чел./км². Изменение численности населения с 1980 по 2005 годы:
| 1980 | 4530 чел. |  |
| 1985 | 3976 чел. |  |
| 1990 | 3650 чел. |  |
| 1995 | 3331 чел. |  |
| 2000 | 3236 чел. |  |
| 2005 | 2947 чел. |  |

## Символика
Деревом посёлка считается орех, цветком — мак самосейка.